# Noctua nonmarginata
Noctua nonmarginata là một loài bướm đêm trong họ Noctuidae.